# يوست غيبرت
 يوست غيبرت  (Jost Gippert) (مولود في 12 مارس 1956 في وينز- نيدروينيغرن، الآن هاتينغن) هو ألماني، عالم لغوي وخبير في مجال الدراسات القوقاز، أستاذ وبروفيسور في العلم اللغة المقارن في مؤسسة علوم اللغات التجريبية والتطبيقية في الجامعة يوهان فولفغانغ غوته- فرانكفورت، كاتب ومؤلف.

## سيرة الذاتية

ينفريد بودير, يوست غيبرت, برنارد أتيي

في عام 1972 تخرج من المدرسة الاعدادية لايبنتز في إيسن- التن إيسن. من 1972-1977 درس علم اللغة المقارن، الهنديات، علم الصينيات والدراسات اليابانية في جامعات ماربورغ وبرلين (الجامعة الحرة).
بعد دراسة عام 1977 حصل على درجة الدكتوراه في الفلسفة مع أطروحة حول التطورات في النحو وبناء الجملة في اللغات الهندواوروبية.
من 1977-1990 شغل مناصب عديدة باعتباره البحوث والجامعات مساعد وكمحاضر جامعي في برلين وفيينا وسالزبورغ.
كمساعد باحث عن (اللغويات الكمبيوتر الشرقية) وتم بتأهيله في عام 1991 في جامعة بامبرغ مع أطروحة على الكلمات المستعارة الإيرانية في اللغات الأرمينية والجورجية.
يعطي المحاضرات منذ عام 1994 علم اللغة المقارن في جامعة يوهان فولفغانغ غوته في فرانكفورت.
منذ عام 1996، وهو عضو الأجنبي التابع لأكاديمية العلوم وجيلاتي (جورجيا)، منذ عام 2002 عضو في
لجنة تورفان. ومنذ عام 2007 عضوا في «لغة» مركز أكاديمية برلين-براندنبورغ للعلوم.
في عام 1997 تم تعيينه بعنوان أستاذ فخري في جامعة "Sulkhan Saba Orbeliani" في تبليسي (جورجيا)، في عام 2009 بعنوان الدكتوراه الفخرية من جامعة "Ivane Javakhishvili" وفي عام 2013 بعنوان الدكتوراه الفخرية في نفس المكان من جامعة "Shota Rustaveli" جورجيا.
وتشمل اهتماماته البحثية منذ تعيينه في منصب أستاذ بالعلم اللغة المقارن في جامعة يوهان فولفغانغ غوته في فرانكفورت / ماين في عام 1994. وبالإضافة إلى اللغات الهندوأوروبية وتاريخهم وكذلك تصنيف اللغة العام، لغات منطقة القوقاز، والتي قدمت لهم في زمن الماضي مشاريع التعاون الدولية تحت إدارته.
تحت عنوان (اللغوي الكومبيوتر) استطاع يوست منذ عام 1987 إدارة مشروع تيتوس، وهذا المشروع اسس من قبله والذي يستهدف إلى وضع بيانات الابتدائي الإلكترونية في اللغات الهندوالاوروبية القديمة والمجاورة الأجداد. وتشمل اهتماماته البحثية والنصية وا اللغويات التاريخية والمقارنة، التصنيف لغة، المجاميع الإلكترونية، وثائق اللغة الوسائط المتعددة، تحليل خط اليد الإلكترونية.

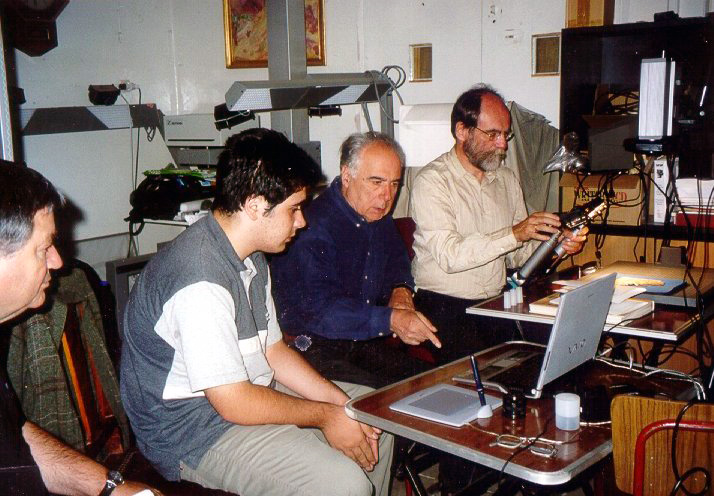
بحثية الطرس في سينا

## تيتوس، ARMAZI، GNC وLOEWE
هو مؤسس ومدير المشروع تيتوس (مكنز النص الهندواوروبى والمواد اللغوية)، والذي يستهدف إلى التقاط الرقمي الكامل للنصوص المواد التقاليد في اللغات الهندو أوروبية القديمة والتعابير المجاورة لها (منذ عام1987).
في عام 1999 بدأت مشروع ARMAZI (اللغات والثقافات القوقاز: الوثائق الإلكترونية) هذا المشروع يستهدف إلى تسجيل رقمي دقيق للمواد من اللغات القوقازية وبرز من الآن مشروع الجورجية كوربوس الوطنية.
منذ عام 2010 يوجه التركيزيوست الرقمية العلوم الإنسانية إقليم هيسن: المتكاملة معالجة وتحليل المجاميع يستند إلى نص" تحت عنوان "الهجومية الدولة للتنمية العلمية وتميز الاقتصادي (LOEWE)" إقليم هيسن (مشروع مشترك بين جامعة فرانكفورت ومع الجامعة التقنية في دارمشتات والألمانية الحرة أسقفية / فرانكفورت متحف غوتة).

## تحليل الكتابة اليدوية الالكترونية
مع المخطوطات الشرقية يعمل يوست بشكل مكثف منذ منتصف 1990، وهذا كجزء من المشاريع ما يسمى ب (رقمنة خط اليد) (على سبيل المثال المخطوطات التخارية من تورفان برلين) أو إصدار الطرس استهدفت (على سبيل المثال، طرس اللغة ألبانيا القوقازية من سيناء). ضمن هذه الأنشطة تولى في عام 2009 وفيا لتستضيفه مجموعة أبحاث «الثقافات مخطوطة» من جامعة هامبورغ. في الفصل الدراسي الصيفي 2013، بقي كزميل (Kappert) البتراء للمرة الثانية في هامبورغ (مركز البحوث التعاونية التي أنشئت الآن 950 «الثقافات مخطوطة في آسيا وأفريقيا وأوروبا») للمشاركة في إعداد «موسوعة المخطوطات ثقافات آسيا وأفريقيا» واليدوية«المقارن الدراسات الشرقية مخطوطة» للمشاركة.

## نشاطات

### المشاريع الدولية (مختارات)
- 2012: «كوربوس الوطني الجورجي» مشروع (مؤسسة فولكس واجن، 390,400 يورو)
- 2011: «مشروع توثيق (Khinalug)» (مؤسسة فولكس واجن، 299.600 يورو)
- 2010: LOEWE حدة البحوث «العلوم الإنسانية الرقمية» (ولاية هيس، 3,792,000 يورو)
- 2010: «مجموعة (Caucasicum)» مشروع (شركة جوجل، الولايات المتحدة 600 ,49 يورو)
- 2009: «مشروع توثيق (Aché)» (مؤسسة فولكس واجن، ما يقرب من 000 ,400 يورو)
- 2009: مشروع (RELISH، DFG ما يقرب من 96,000 يورو)
- 2008: «الألماني قديم المرجعي كوربوس» مشروع (DFG ، ما يقرب من000 ,240 يورو)
- 2006: «الوضع الاجتماعي اللغوي من الوقت الحاضر جورجيا» مشروع (مؤسسة فولكس واجن، 189,000 يورو)
- 2003: «اللغات قوقازي المهددة بالانقراض في جورجيا» مشروع (مؤسسة فولكس واجن، 167.800 يورو)
- 1999: «اللغات والثقافات قوقازي: الوثائق الإلكترونية» مشروع (مؤسسة فولكس واجن 117,900 يورو)

### المنشورات (مختارات)
- 1977: بناء جملة التطورات infinitival في اللغات الهندو أوروبية. (الدراسات الأوروبية الجامعة، 21/3)، 360 ص.؛ فرانكفورت / M، برن، لاس فيغاس: طويلة 1978. طبيب أطروحة
- 1990: إيرانيكا Armeno-IBERICA. دراسات على الكلمات المستعارة الإيرانية في الأرمينية والجورجية. (مايرهوفر، مانفريد [إد / إد.])، (منشورات لجنة الدراسات الإيرانية، 26 / وقائع phil.-اصمت فئة ÖAdW، 606)، الثالث والعشرون، 451 + 389 ص.؛ فيينا: أكاديمية العلوم النمساوية في عام 1993. (Habilitationsschrift)
- 2007: يوست / Sarjveladze، زوراب / Kajaia، لامارا: إن georgicus قديم الجورجية وحا الدستور Vindobonensis 2. بالتعديل جوست Gippert بالتعاون مع زوراب Sarjveladze ولامارا Kajaia. (Monumenta Palaeographica الإنسي Aevi، سلسلة الأيبيرية القفقاسية، 1)، 368 ص.؛ TURNHOUT: Brepols من عام 2007.
- 2008: يوست / شولز، وولفغانغ / Aleksidze ، زازا / ماهي، جان بيير: وطرس قوقازي الألبانية جبل سيناء (Monumenta Palaeographica الإنسي Aevi / سلسلة الأيبيرية القفقاسية، 2)، 2 المجلدان الأول والثاني، الرابع والعشرون + 530 ص.. . TURNHOUT: Brepols من عام 2009.
- 2010: يوست / شولز، وولفغانغ / Aleksidze، زازا / ماهي، جان بيير: وطرس قوقازي الألبانية جبل سيناء. . المجلد الثالث: طبقة الأرمنية، الذي حرره جوست Gippert. (Monumenta Palaeographica الإنسي Aevi / سلسلة الأيبيرية القفقاسية، 2-3)، 220 ص.؛ TURNHOUT: Brepols من عام 2010.